# Cervone Pole, Vasîlkiv
Cervone Pole (în ucraineană Червоне Поле) este un sat în comuna Șevcenkivka din raionul Vasîlkiv, regiunea Kiev, Ucraina.

## Demografie
Componența lingvistică a localității Cervone Pole
     Ucraineană (98,21%)
     Rusă (1,79%)
Conform recensământului din 2001, majoritatea populației localității Cervone Pole era vorbitoare de ucraineană (98,21%), existând în minoritate și vorbitori de rusă (1,79%).